# Otto Weckerling

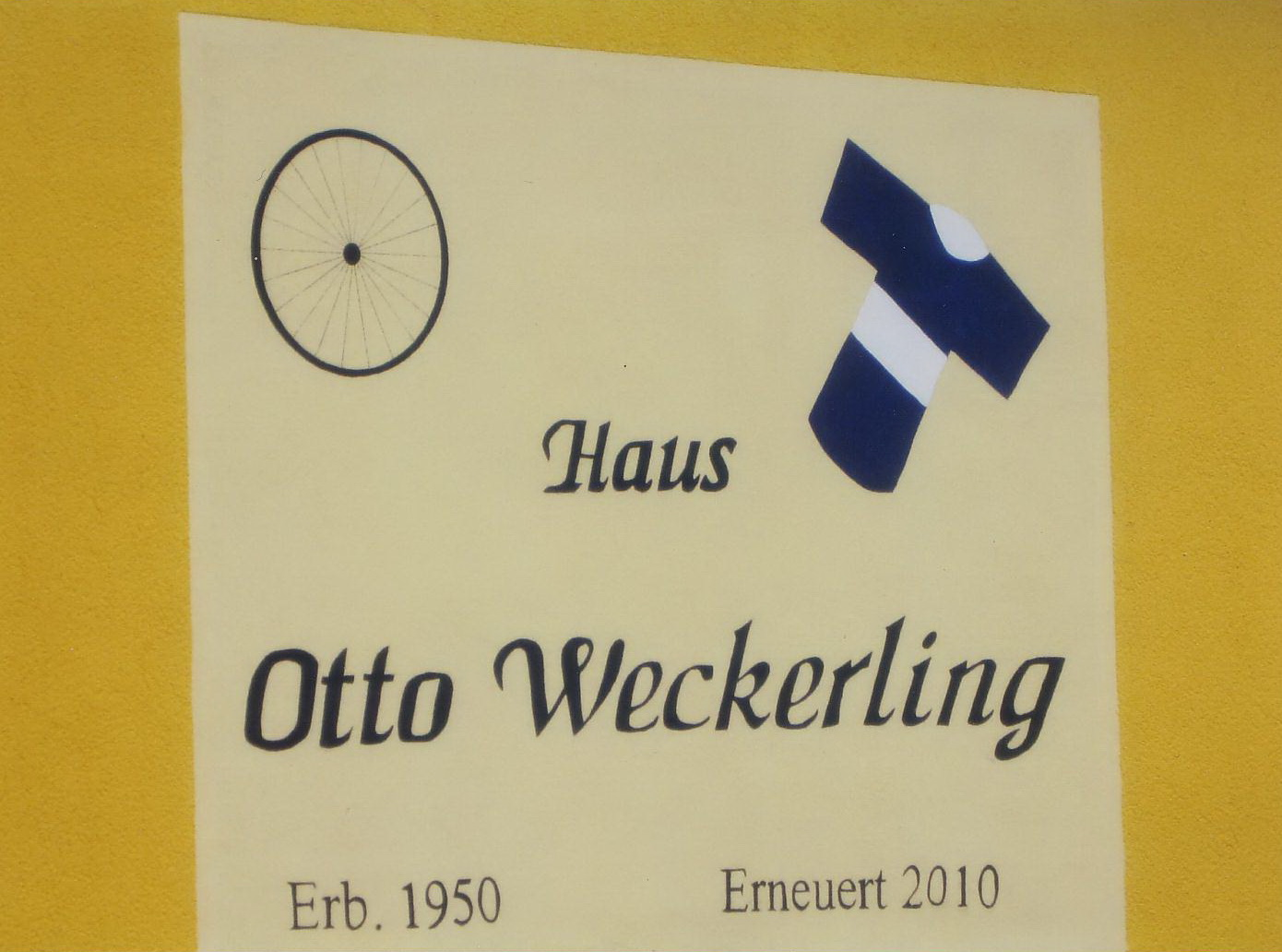
Gedenktafel für Otto Weckerling an seinem ehemaligen Wohnhaus in Kehnert

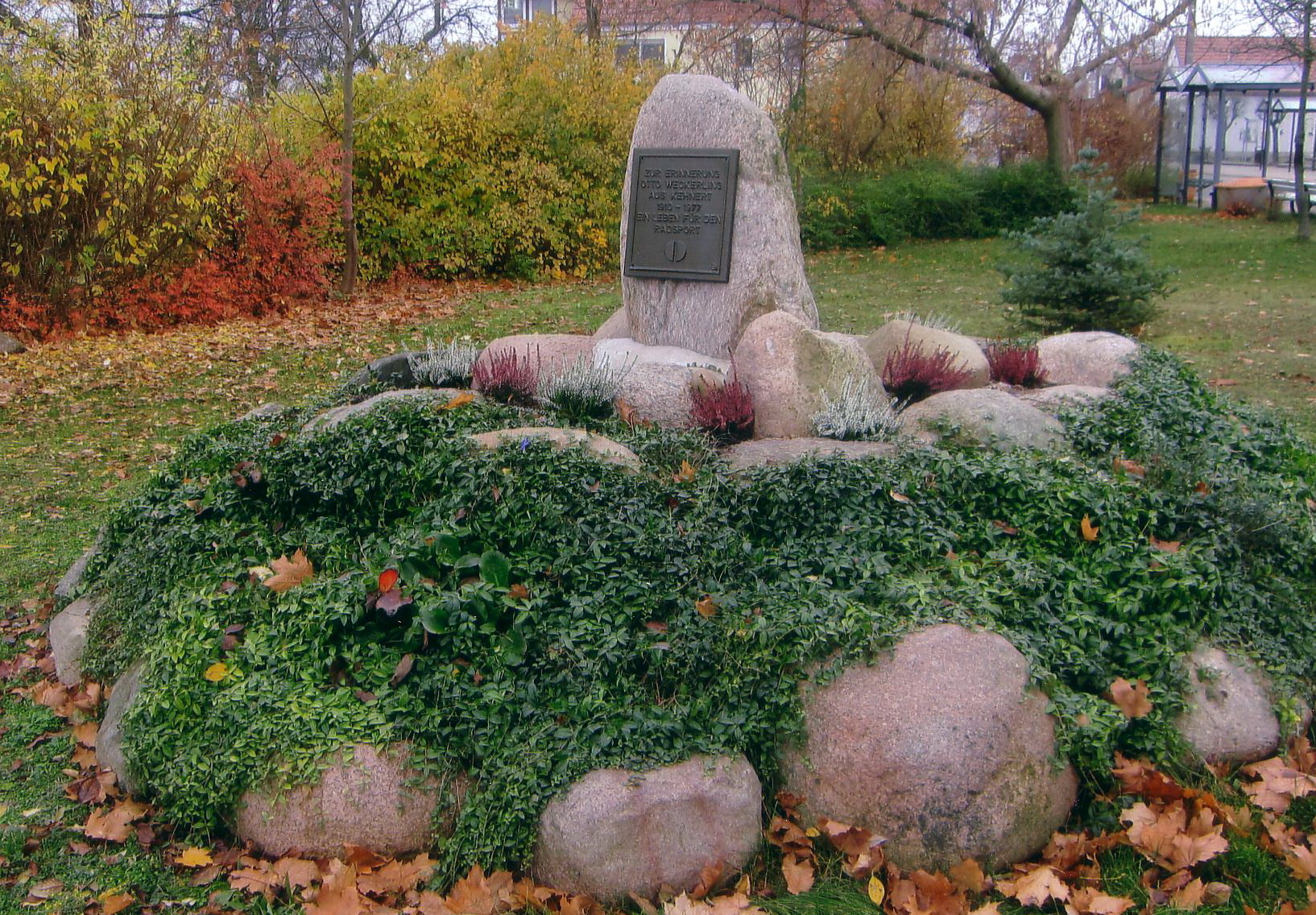
Gedenkstein für Weckerling am Elberadweg

Otto Weckerling (* 23. Oktober 1910 in Kehnert; † 6. Mai 1977 in Dortmund) war ein deutscher Radrennfahrer und Sportlicher Leiter.

## Aktive Radsport-Laufbahn
Otto Weckerling wollte schon als Kind Rennfahrer werden. Als er eine Lehre auf einem Bauernhof machte, nutzte er den täglichen Weg zur Arbeit als Training. Er begann mit dem Radsport im RC Tornado Magdeburg. Sein erstes Rennen gewann er 1927 in Colbitz mit vier Minuten Vorsprung.
Der zierliche Weckerling wurde einer der populärsten deutschen Straßenrennfahrer der 1930er Jahre. 1932 wurde er mit dem RC Brennabor Magdeburg Deutscher Meister im Sechsermannschaftsfahren und gewann den Industrie-Preis von Hannover, 1933 deutscher Vize-Meister im Straßenrennen der Amateure. 1934 wurde er, nachdem er nach München übergesiedelt war, Profi und fuhr nahezu während seiner gesamten Profi-Laufbahn, die bis 1950 dauerte, für das Radsportteam Dürkopp. Im Juli 1934 ging er nach einem internen Streit im Team für einige Zeit nach Frankreich, um dort und in Belgien Rennen zu fahren. Es war nach seinen Worten eine „richtige Rennfahrerschule“, die er dort absolvierte. 1935 kehrte er zu den Rennen in Deutschland zurück und gewann Quer durch Württemberg/Baden. 1936 gewann er mit Rund um Frankfurt (auch 1934) und der Harz-Rundfahrt zwei namhafte deutsche Rennen, wobei ihm letzterer Sieg wegen unzulässiger Unterstützung wieder aberkannt wurde. 1937 gewann er die erste Etappe der Internationalen Deutschland-Rundfahrt, gab die Führung nicht mehr ab und siegte in der Gesamtwertung. Er wurde begeistert von 100 000 Zuschauern im Olympiastadion Berlin begrüßt; ebenfalls hunderttausend Menschen kamen zu seinem Empfang am Hauptbahnhof von Magdeburg. In Berlin durfte sich Weckerling in das Goldene Buch der Stadt eintragen. Dies blieb ihm in Magdeburg versagt, da den Stadtoberen seine kritische Haltung zum NS-Regime missfiel. Bei der Italien-Rundfahrt gab er in den Dolomiten das Rennen auf.
Im selben Jahr gewann er eine Etappe der Tour de France. Im Jahr darauf belegte er bei der Deutschland-Rundfahrt in der Gesamtwertung Rang drei.
Insgesamt viermal startete Otto Weckerling bei der Tour de France und gewann zwei Etappen; 1935 wurde er 42., 1937 belegte er den 41. Platz. Seinen Sieg auf der 8. Etappe der Tour de France 1937 in Briançon bezeichnete er später als seinen schönsten sportlichen Erfolg. 1938 war er gleichfalls bei der Tour dabei. Die deutschen Teilnehmer waren bedingt durch die politische Lage in Europa starken Ressentiments ausgesetzt und fühlten sich auch von den Organisatoren benachteiligt. Sie stiegen nach und nach aus dem Rennen aus, sieben Etappen vor dem Finale schloss Henri Desgrange Weckerling und Karl Heide (die letzten deutschen Fahrer) kurzerhand und entgegen dem Reglement aus. Bei den UCI-Straßen-Weltmeisterschaften 1937 in Kopenhagen wurde er Achter von neun Fahrern, die das Ziel erreichten. 1950 wurde er gemeinsam mit Werner Richter DDR-Meister im Zweier-Mannschaftsfahren der Berufsfahrer.

## Berufliches und Privates
Nach dem Zweiten Weltkrieg wurde Weckerling Bürgermeister seines Heimatortes Kehnert. Doch seine Pläne, weiterhin im Berufsradsport tätig zu sein sowie eine Dürkopp-Filiale aufzubauen, scheiterten an den neuen politischen Gegebenheiten in der DDR. Zwischen Weihnachten und Neujahr 1950 verließ er mit seiner Frau seinen Heimatort, obwohl die Familie gerade erst ein neues Haus gebaut hatte. Weckerlings zogen nach Dortmund, und Otto Weckerling wurde dort sowie in Bremen, Frankfurt am Main und Münster Sportlicher Leiter bei Sechstagerennen und anderen Bahnradsportveranstaltungen. In Dortmund fand er auch eine Anstellung in der Stadtverwaltung. 1966 wurde er zudem zum Vorsitzenden des Verbandes Deutscher Radrennbahnen gewählt.

## Ehrungen
Im April 2007 wurde zur Erinnerung an Otto Weckerling in seinem Heimatort am Rande des Elberadwegs ein Gedenkstein aufgestellt. Der heutige Besitzer des ehemaligen Hauses der Familie in Kehnert hat eine Gedenktafel zur Erinnerung an den Vorbesitzer am Haus angebracht.

## Trivia
Weckerlings Spitzname war „Otto-Otto“. Unter diesem Namen erschienen auch gelegentliche Beiträge im Fachblatt „Radsport“.